# Horobți, Novi Sanjarî
Horobți (în ucraineană Горобці) este un sat în comuna Malîi Kobeleaciok din raionul Novi Sanjarî, regiunea Poltava, Ucraina.

## Demografie
Componența lingvistică a localității Horobți
     Ucraineană (98,5%)
     Rusă (1,5%)
Conform recensământului din 2001, majoritatea populației localității Horobți era vorbitoare de ucraineană (98,5%), existând în minoritate și vorbitori de rusă (1,5%).